# Julián Speroni
Julián Maria Speroni (Buenos Aires, 18. svibnja 1979.) je bivši argentinski nogometni vratar.
Karijeru je započeo u Platenseu, a nakon što je jednu sezonu proveo u Atlético Paranaenseu, sljedeće tri sezone nastupa za škotski Dundee da bi se 2004. godine priključio Crystal Palacu u transferu vrijednom 750.000 funti. Za Crystal Palace je odigrao 405 službenih utakmica u svim natjecanjima. Nakon što je napustio Crystal Palace po završetku sezone 2018./19., nije uspio pronaći novi klub te se umirovio nakon 20 godina karijere. Također, Speroni je bio posljednji aktivni igrač rođen u 1970.-ima koji je igrao u Premiershipu.

## Klupska karijera

### Početci karijere i Dundee
Rođen je u Buenos Airesu. Karijeru je započeo u Platenseu, u klubu iz predgrađa Buenos Airesa, ali je nakon samo dvije odigrane utakmice otišao u brazilski Atlético Paranaense u kojem se zadržao samo jednu sezonu, bez ijednog nastupa. Iz Brazila je otišao u škotski Dundee. Trener škotskog kluba Ivano Bonetti je dobio preporuku od strane jednog talijanskog agenta o Speronijevu potencijalu. Prelazak u Dundee je trajao dva mjeseca zbog administrativnih poslova, jer je Speroni u to vrijeme zatražio talijansku putovnicu.

### Crystal Palace
Dana 13. srpnja 2004. godine, za cifru od 750.000 funti potpisuje ugovor s tek promoviranim premijerligašem Crystal Palacom. Za Crystal Palace je debitirao u utakmici s Evertonom, u 3:1 porazu. Bio je prvi izbor za vratara u prvih šest kola kada je zamijenjen mađarskim internacionalcem Gáborom Királyjem.
Tokom prve tri sezone u klubu je uglavnom bio zamjena Királyju koji je čvrsto držao poziciju prvog vratara kluba. Takvo stanje se održalo sve dok Mađar nije napustio Selhurst Park na kraju sezone 2006./07. U novoj sezoni, dobivši poziciju prvog vratara kluba, Speroni je zasjao i čvrsto zauzeo svoje mjesto među vratnicama. Te je sezone Crystal Palace sa Speronijem na vratima uspio doći do doigravanja za Premier ligu, a Speroni je nagrađen novim trogodišnjim ugovorom i klupskom nagradom za najboljeg igrača sezone. I u sljedećoj je sezoni bio proglašen najboljim klupskim igračem.
I u sezoni 2009./10., Speroni je nastavio dobivati pohvale za svoje izvedbe na terenu. Kao i za vrijeme dok je nastupao za Dundee, klub mu je upao u financijske probleme. Klubu je administracija lige oduzela deset bodova, a opstanak je osiguran tek u zadnjem kolu. Speroni je te sezone oborio klupski rekord te je novom dobivenom nagradom za klupskog igrača godine postao prvi igrač u povijesti Crystal Palaca koji je tu nagradu uspio osvojiti tri godine u nizu. Dana 10. prosinca 2010. godine potpisao je novi, troipolgodišnji ugovor s Palacom.
Na kraju sezone 2013./14., dobio je rekordni četvrti put nagradu za najboljeg klupskog igrača. U toj sezoni, Speroni se našao pred istekom ugovora na kraju sezone te je vagao ponude iz Crystal Palaca, Sunderlanda i West Bromwich Albiona, kao i inozemnim ponudama koje su stizale iz Turske, Nizozemske i Portugala. Dne 13. lipnja 2014. godine, Crystal Palace je sa zadovoljstvom objavio da je potpisao novi ugovor sa svojim vratarom na godinu dana, uz opciju produženja na još jednu dodatnu godinu. U dotadašnjih deset godina provedenih u klubu Julián Speroni je postao heroj navijača koji su ga u četiri navrata izabrali za najboljeg igrača sezone.
U utakmici protiv Arsenala odigranoj 21. veljače 2015. godine, upisao je 347. ligaški nastup za Crystal Palace, čime je srušio rekord Johna Jacksona te je postao vratar s najviše ligaških nastupa u povijesti kluba.
Krajem ožujka 2015. godine uvršten je u Dundeejevu kuću slavnih, slijedivši tako uspjeh svog sunarodnjaka Claudia Caniggie,  a dana 26. svibnja iste godine, Crystal Palace je u njegovu čast organizirao utakmicu s njegovim bivšim klubom Dundeejem, čime je iskazao zahvalnost svom igraču za vjernost koju je iskazao kroz sve prethodne godine.
Dne 22. svibnja 2015. godine potpisuje novi jednogodišnji ugovor s klubom, koji ga veže do ljeta 2016. godine. U sezoni 2015./16. je degradiran na pozicije trećeg vratara kluba, iza Waynea Hennesseya i Alexa McCarthyja, ali svejedno uspijeva ubilježiti dva ligaška nastupa, uključujući onaj u zadnjem kolu protiv Southamptona, kada izjednačava rekord Johna Jacksona kao vratar s najviše nastupa za klub u svim natjecanjima. Na kraju te sezone potpisuje novi jednogodišnji ugovor s Crystal Palacom.
Dana 14. listopada 2017. godine, nakon ozljede Waynea Hennesseya, uskače u startnu postavu te je svojim obranama pomogao Crystal Palacu da pobijedi branitelja naslova Chelsea s 2:1 i ostvari prvu pobjedu u sezoni.
U svibnju 2019. godine objavljeno je da Speroni napušta Palace po završetku sezone, nakon 15 godina vjernosti. Tokom tih 15 godina, Speroni je ostvario najviše nastupa od svih vratara u klupskoj povijesti, također je i rekordnih 112 puta svoju mrežu sačuvao čistom.

## Reprezentativna karijera
U studenom 1998. godine, uvršten je u sastav argentinske reprezentacije do 20 godina za prijateljsku utakmicu protiv Japana, igranoj u Tokiju. Uvršten je u širi popis za nastup na Južnoameričkom nogometnom prvenstvu za igrače do 20 godina održanog u Argentini 1999. godine, a Argentina je igrala pripremne utakmice protiv momčadi Mađarske i Danske. Dana 30. prosinca 1998. imenovan je sastav reprezentacije koja će nastupati na prvenstvu pod vodstvom Joséa Pékermana, ali Speroni nije uvršten u njega.
Ima jedan nastup za Argentinu do 20 godina.

## Privatni život
Speroni također posjeduje talijansku putovnicu, koju je dobio zahvaljujući tome što je njegov djed iz Italije.
Posjedovao je restoran koji se nalazio u Purleyu, u južnom Londonu, a zvao se Speroni's. Restoran je zatvoren 2016. godine zbog "strukturalnih problema".
Također se nalazi u upravi organizacije Christian Solidarity Worldwide, organizacije koja se zalaže za vjersku slobodu i poštovanje ljudskih prava.

## Statistike

### Klupska statistika
- Ažurirano 9. studenoga 2020.
- Nas. = nastupi; Gol. = golovi

| Klub                | Sezona            | Liga | Liga | Kup  | Kup  | Liga kup | Liga kup | Ostalo1 | Ostalo1 | Ukupno | Ukupno |
| Klub                | Sezona            | Nas. | Gol. | Nas. | Gol. | Nas.     | Gol.     | Nas.    | Gol.    | Nas.   | Gol.   |
| ------------------- | ----------------- | ---- | ---- | ---- | ---- | -------- | -------- | ------- | ------- | ------ | ------ |
| Platense            | 1999./00.         | 2    | 0    | —    | —    | —        | —        | —       | —       | 2      | 0      |
| Platense            | Ukupno            | 2    | 0    | 0    | 0    | 0        | 0        | 0       | 0       | 2      | 0      |
| Atlético Paranaense | 2000./01.         | 0    | 0    | —    | —    | —        | —        | —       | —       | 0      | 0      |
| Atlético Paranaense | Ukupno            | 0    | 0    | 0    | 0    | 0        | 0        | 0       | 0       | 0      | 0      |
| Dundee              | 2001./02.         | 17   | 0    | 4    | 0    | 0        | 0        | 0       | 0       | 21     | 0      |
| Dundee              | 2002./03.         | 38   | 0    | 6    | 0    | 2        | 0        | —       | —       | 46     | 0      |
| Dundee              | 2003./04.         | 37   | 0    | 2    | 0    | 3        | 0        | 4       | 0       | 46     | 0      |
| Dundee              | Ukupno            | 92   | 0    | 12   | 0    | 5        | 0        | 4       | 0       | 113    | 0      |
| Crystal Palace      | 2004./05.         | 6    | 0    | 0    | 0    | 2        | 0        | —       | —       | 8      | 0      |
| Crystal Palace      | 2005./06.         | 4    | 0    | 0    | 0    | 4        | 0        | —       | —       | 8      | 0      |
| Crystal Palace      | 2006./07.         | 5    | 0    | 0    | 0    | 0        | 0        | —       | —       | 5      | 0      |
| Crystal Palace      | 2007./08.         | 46   | 0    | 0    | 0    | 0        | 0        | 2       | 0       | 48     | 0      |
| Crystal Palace      | 2008./09.         | 45   | 0    | 3    | 0    | 0        | 0        | —       | —       | 48     | 0      |
| Crystal Palace      | 2009./10.         | 45   | 0    | 5    | 0    | 2        | 0        | —       | —       | 52     | 0      |
| Crystal Palace      | 2010./11.         | 45   | 0    | 1    | 0    | 2        | 0        | —       | —       | 48     | 0      |
| Crystal Palace      | 2011./12.         | 42   | 0    | 0    | 0    | 2        | 0        | —       | —       | 44     | 0      |
| Crystal Palace      | 2012./13.         | 46   | 0    | 0    | 0    | 0        | 0        | 3       | 0       | 49     | 0      |
| Crystal Palace      | 2013./14.         | 37   | 0    | 2    | 0    | 0        | 0        | —       | —       | 39     | 0      |
| Crystal Palace      | 2014./15.         | 36   | 0    | 1    | 0    | 0        | 0        | —       | —       | 37     | 0      |
| Crystal Palace      | 2015./16.         | 2    | 0    | 0    | 0    | 0        | 0        | —       | —       | 2      | 0      |
| Crystal Palace      | 2016./17.         | 0    | 0    | 2    | 0    | 0        | 0        | —       | —       | 2      | 0      |
| Crystal Palace      | 2017./18.         | 11   | 0    | 0    | 0    | 2        | 0        | —       | —       | 13     | 0      |
| Crystal Palace      | 2018./19.         | 1    | 0    | 1    | 0    | 0        | 0        | —       | —       | 2      | 0      |
| Crystal Palace      | Ukupno            | 371  | 0    | 15   | 0    | 14       | 0        | 5       | 0       | 405    | 0      |
| Ukupno u karijeri   | Ukupno u karijeri | 465  | 0    | 27   | 0    | 19       | 0        | 9       | 0       | 520    | 0      |

Bilješke
- 1: uključuje nastupe u Football League Championship play-offu i Kupu UEFA

## Klupski uspjesi
Crystal Palace:
- Football League Championship play-off (1): 2012./13.

## Vanjske poveznice
- Profil na Transfermarktu
- Profil na Soccerwayu